# George Ciamba
George Ciamba (Bukarest, 1966. február 20. – 2021. július 11.) román diplomata, a Dăncilă-kormány európai ügyekért felelős tárca nélküli minisztere (2018-tól).

## Pályafutása
A főiskolai diploma megszerzése után a Külügyminisztériumban helyezkedett el – 1990 decemberében –, attaséként végigjárva a „diplomáciai ranglétrát” (rangsoron), s közben elvégezte a Bukaresti Egyetem nemzetközi kapcsolatok szakát (1993). 1991–1995 között különböző pozíciókat töltött be, majd 1996–1997 között a minisztérium észak-amerikai ügyekért felelős részlegének helyettese, 1997–1999 között pedig a vezetője. 1999–2003 között Románia törökországi nagykövete, s emellett hazája Fekete-tengeri Gazdasági Együttműködés Szervezete (OBSEC) Állandó Képviseletének vezetője (2001–2003).
2003. júliusa és 2005. szeptembere között a külügy multilaterális kapcsolatokért felelős államtitkára, 2005-től 2012-ig Románia görögországi nagykövete volt, ezt követően az európai ügyekért felelős államtitkár (2012. november–2016. február). Kisebb megszakítást követően 2017 januárjában ismét kinevezték külügyi államtitkárnak, mely tisztségéből azt követően mentette fel a kormányfő, hogy Klaus Johannis államfő kinevezte – a tárcájáról korábban lemondó Victor Negrescu helyére – a Dăncilă-kormány európai ügyekért felelős tárca nélküli miniszterévé (2018. november 13.).